# Oxon Hill
Oxon Hill – jednostka osadnicza położona na południu stolicy Stanów Zjednoczonych, Waszyngtonu.
Obszar miejski bez oficjalnie zdefiniowanych granic własnych, część spisowej jednostki osadniczej (ang.: US Census-designated area) w USA, w stanie Maryland, którą tworzy razem z sąsiednim przedmieściem Glassmanor.
2 lutego 1963 roku urodziła się w Oxon Hill Eva Cassidy, amerykańska piosenkarka.